# Le livre magique
Le livre magique è un cortometraggio francese del 1900, diretto da Georges Méliès.

## Trama
Un illusionista mostra un grosso libro dove sono raffigurate alcune maschere che egli porta alla vita una per una, per poi farle rientrare, con minore o maggiore facilità, nelle pagine del libro.